# Jan Moldenhauer
Jan Moldenhauer (* 1980 in Bergisch Gladbach) ist ein deutscher Politiker (AfD). Er ist seit 2021 Abgeordneter im Landtag von Sachsen-Anhalt.

## Leben
Er schloss 2005 ein Studium der Wirtschaftswissenschaften in Köln als Diplom-Kaufmann (FH) ab. Im Jahr 2008 erwarb er  in London den Abschluss Master of Business Administration, 2013 folgte eine Promotion in Liverpool.
Von 2016 bis 2021 war er für die AfD-Fraktion im Landtag von Sachsen-Anhalt tätig.

## Politik
Jan Moldenhauer ist seit 2014 Mitglied der AfD. Von 2016 bis 2018 war er Schatzmeister des Landesverbandes Sachsen-Anhalt der Jungen Alternative. Seit 2020 ist er Vorsitzender des AfD-Kreisverbandes Magdeburg und stellvertretender Schatzmeister der AfD Sachsen-Anhalt.
Seit 2019 ist Moldenhauer Mitglied des Stadtrates der Stadt Magdeburg.
Bei der Landtagswahl in Sachsen-Anhalt 2021 kandidierte er im Landtagswahlkreis Magdeburg IV und auf Platz 8 der Landesliste der AfD. Er verpasste das Direktmandat bei einem Ergebnis von 17,5 % der Erststimmen, zog jedoch über die Landesliste in den Landtag ein.

## Schriften
- Japans Politik der Null-Zuwanderung. Vorbild für Deutschland? Institut für Staatspolitik, Steigra 2018, ISBN 978-3-939869-35-1.
- Alternative Politik. Die japanische [Re-]Migrationsstrategie als Vorbild für Deutschland. Manuscriptum, Bad Schmiedeberg 2025, ISBN 978-3-691-18000-8.